# Tulloch of Milton

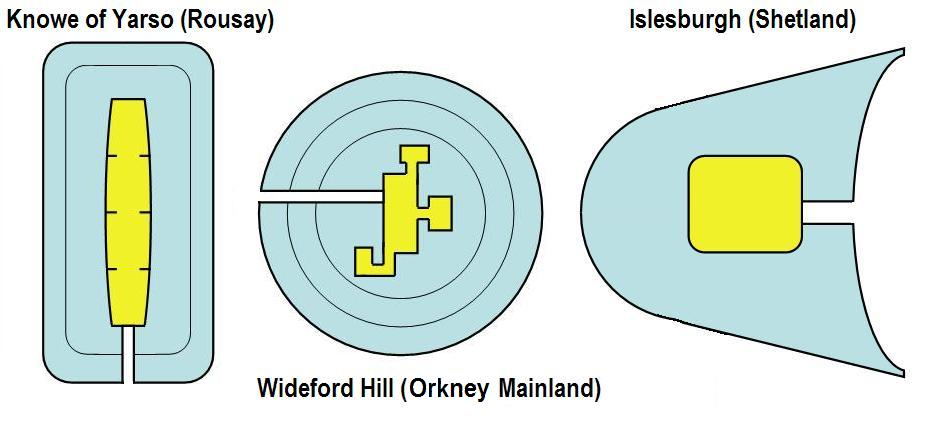
Schema schottischer Cairns – links ein Stalled Cairn, ähnlich Tulloch A von Assery bzw. dem Tulloch of Milton

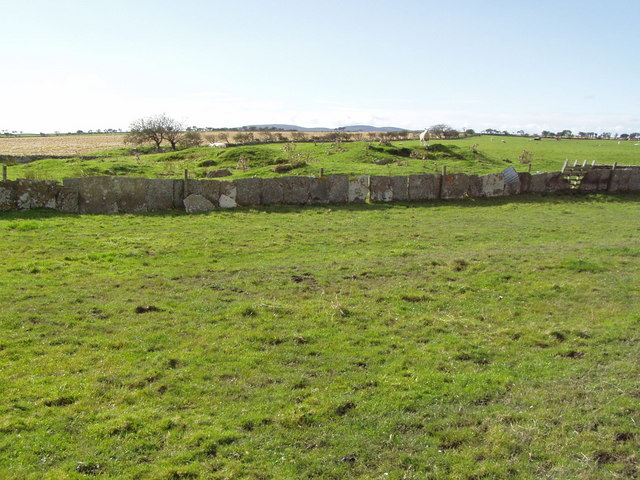
Tulloch of Milton

Der Tulloch of Milton liegt nahe dem Fluss Thurso, westlich von Halkirk in Caithness in Schottland.

## Beschreibung
Der Tulloch of Milton ist ein stark gestörter, ovaler Stalled Cairn des Orkney-Cromarty-Typs (OC), der als eine Reihe von bis zu 1,7 m hohen, 34 m × 24 m messenden grasbewachsenen Hügeln erscheint. 
Die Spitzen einer Plattenreihe sind freigelegt. Neun auf der Südwestseite haben keine großen Höhenunterschiede und stellen möglicherweise die Aufteilung zweier Kammern (ähnlich dem Cairn A der Cairns von Tulloch of Assery) dar, aber es ist nicht sicher, ob sie zu selben Struktur gehören. Zwei weitere Platten, die eine mittlere Gruppe bilden, können zu einer Kammer oder einem Gang gehören. Der Zweck vierer weiterer Steine ist unklar. Das Ordnance Survey Name Book von 1872 verzeichnet allerdings eine auf Beschreibungen basierende Zeichnung einer sechsseitigen Kammer, in der verbrannte menschliche Knochen und Asche gefunden wurden.
Etwa 20 m südlich liegt ein hufeisenförmiger Hügel, möglicherweise ein Ring Cairn.